# Williamsburg (Iowa)
Williamsburg és una població dels Estats Units a l'estat d'Iowa. Segons el cens del 2000 tenia 2.622 habitants.

## Demografia
Segons el cens del 2000, Williamsburg tenia 2.622 habitants, 1.072 habitatges, i 687 famílies. La densitat de població era de 321,4 habitants/km².
Dels 1.072 habitatges en un 35,4% hi vivien nens de menys de 18 anys, en un 53,1% hi vivien parelles casades, en un 8,7% dones solteres, i en un 35,9% no eren unitats familiars. En el 31,4% dels habitatges hi vivien persones soles el 15,7% de les quals corresponia a persones de 65 anys o més que vivien soles. El nombre mitjà de persones vivint en cada habitatge era de 2,41 i el nombre mitjà de persones que vivien en cada família era de 3,1.
Per edats la població es repartia de la següent manera: un 28,9% tenia menys de 18 anys, un 6,7% entre 18 i 24, un 28,9% entre 25 i 44, un 19% de 45 a 60 i un 16,5% 65 anys o més.
L'edat mediana era de 37 anys. Per cada 100 dones de 18 o més anys hi havia 84,3 homes.
La renda mediana per habitatge era de 36.528 $ i la renda mediana per família de 46.779 $. Els homes tenien una renda mediana de 31.104 $ mentre que les dones 24.091 $. La renda per capita de la població era de 19.712 $. Entorn del 3,6% de les famílies i el 4,3% de la població estaven per davall del llindar de pobresa.

## Poblacions més properes
El següent diagrama mostra les poblacions més properes.